# 탐색 구조
탐색 구조(探索救助, search and rescue, 이하 SAR)는 위험에 처한 사람을 찾아내어 구조하는 임무를 말한다.

## 역사
잘 문서화되어 알려진, 세계 최초의 SAR 작전은 1656년 네덜란드 상선 Vergulde Draeck가 오스트레일리아 해안에서 좌초된 사건이다. 생존자들은 구조를 요청했고, 3개의 별도의 SAR 작전이 수행되었으나, 모두 실패했다.

## 종류

### 산악 구조
국립공원이나 산, 스키장와 같이 산악 지형에서 행해진다.

### 시가지 탐색 구조
지진, 토네이도, 허리케인에 의한 자연적 재난, 가스 폭발이나 테러 공격 등의 사건 사고에 의한 피해자를 찾아서 구조한다.

### 전투 탐색 구조
전쟁이나 전투가 벌어지고 작전 지역 안팎에서의 군사 작전이다.

### 공중-해양 구조
선박이나 헬리콥터, 수상기 등의 탈것을 이용하여 강이나 바다에서 생존자를 찾아서 구조한다.

## 나라별 탐색 구조

### 대한민국
대한민국에서는 중앙119구조본부과 대한민국 해양경찰청, 군사적으로는 공군의 6 SAR 비행전대에서 맡고 있다. 주한 미군에서 평시 SAR 임무를 맡아왔다. 6 SAR 비행전대가 정상적으로 임무 수행을 할 수 있게 되면서, 2008년 9월 30일부터 한국측으로 임무가 전환되었다고 9월 25일 함동참모본부는 밝혔다.

## 갤러리

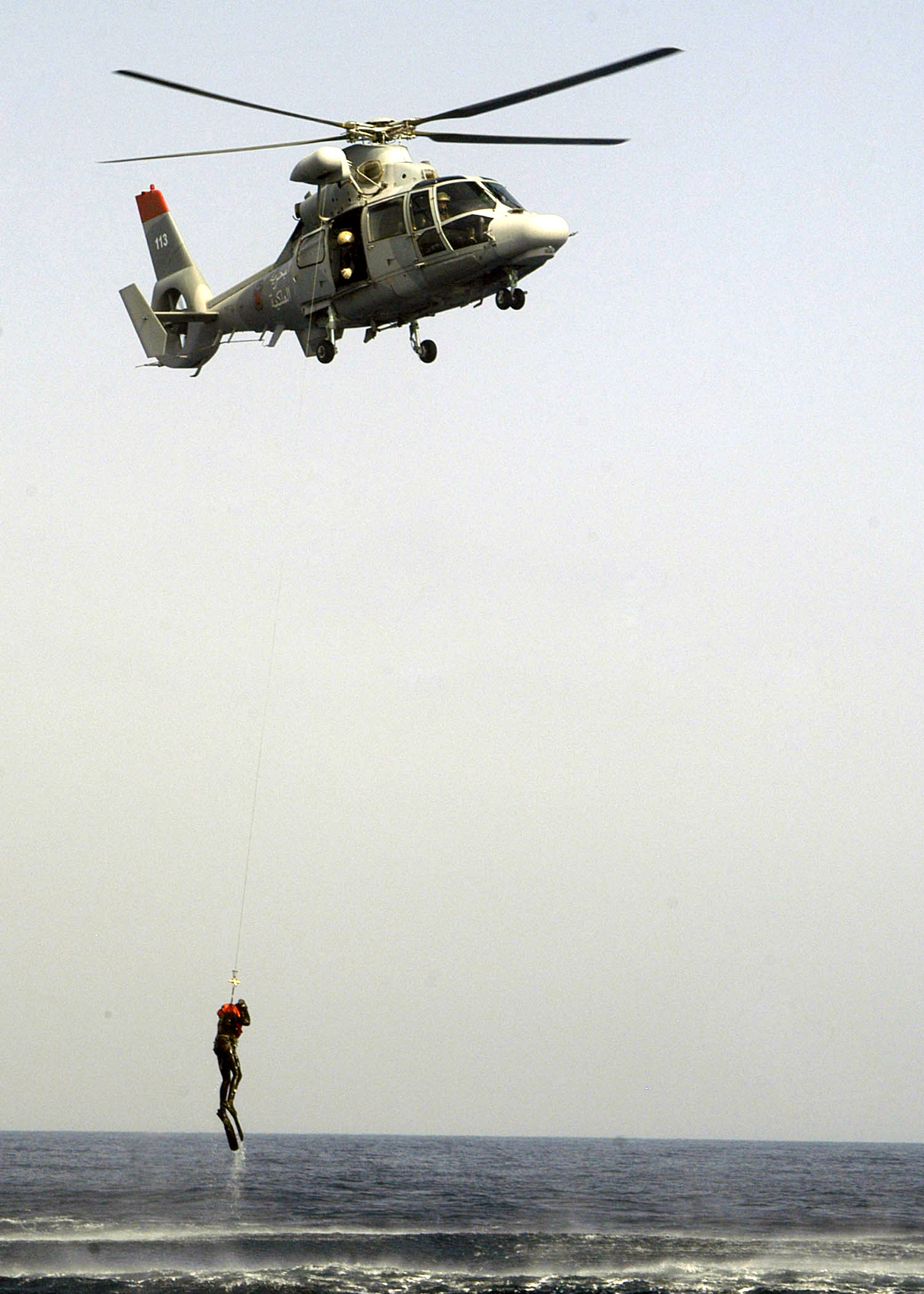
탐색구조요원이 헬기로 복귀하고 있다.
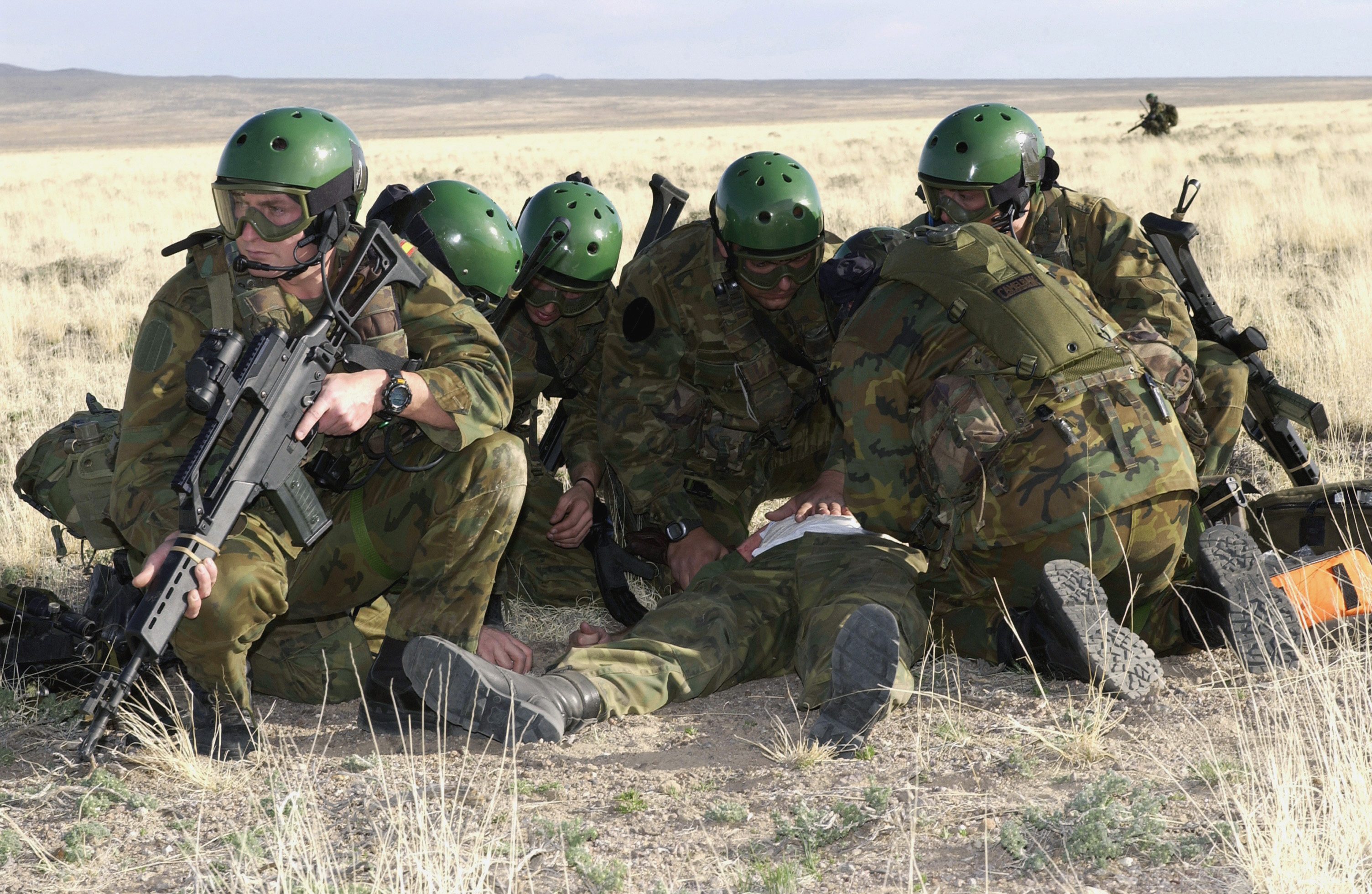
레드 플래그(Red Flag) 전투탐색구조(CSAR) 훈련에서 스페인 특수부대 요원들이 부상자를 돌보면서 헬기를 기다리고 있다.]]
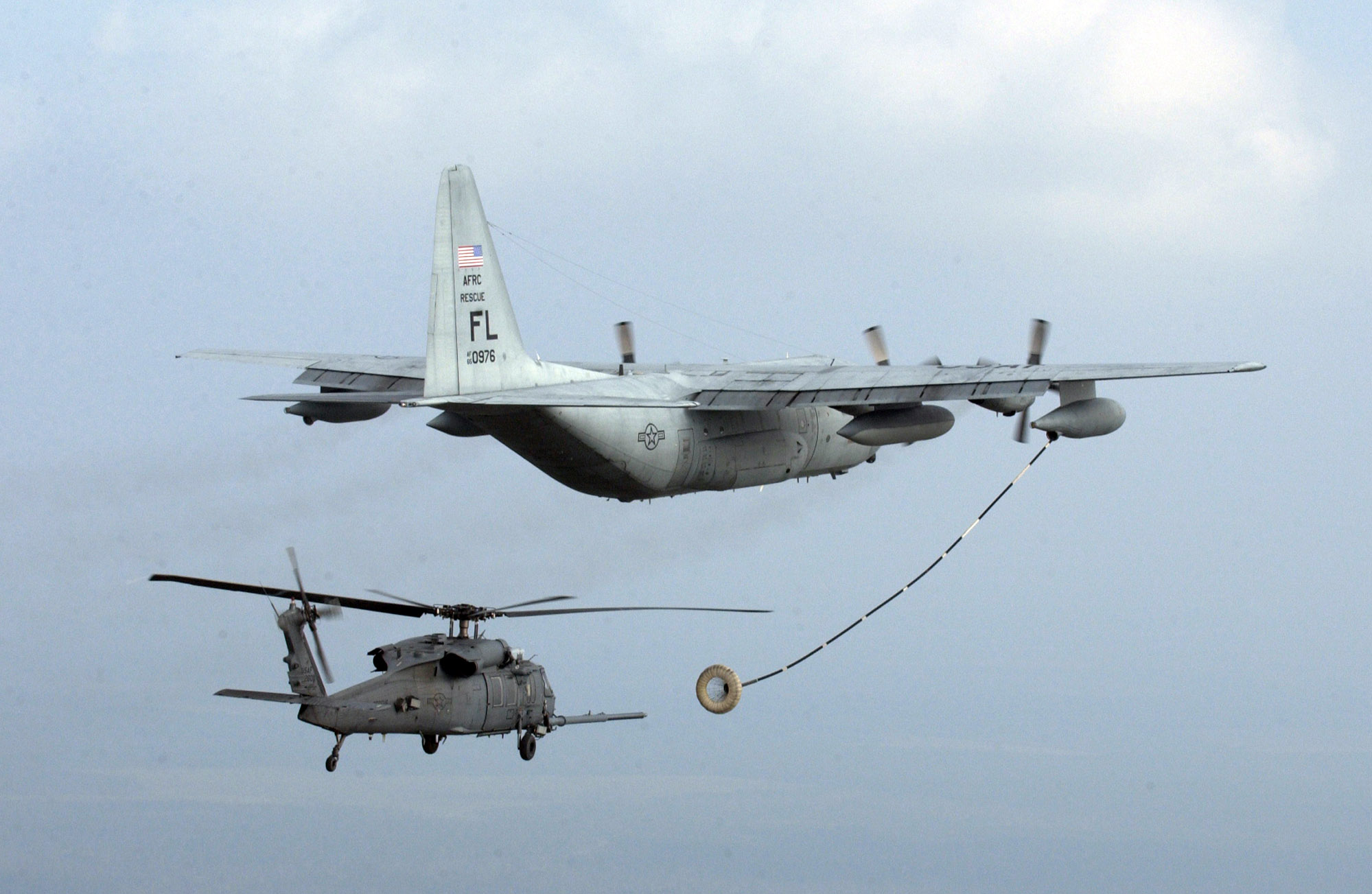
미국 루이지애나주 남부 상공에서 미공군 특수전사령부의 HC-130P기가 HH-60 페이브호크 헬기를 공중급유하고 있다. 허리케인 리타의 수해민을 탐색 구조 중인 HH-60 페이브호크 헬기는 공중급유를 받음으로써 몇 시간의 작전을 더 수행할 수 있다.

## 같이 보기
- 해양경비대
- 구조 로봇

## 참고
1. ↑  Major, R. H. (1859). 《Early Voyages to Terra Australis, Now Called Australia》 2001 facimile on Google Books판. London: The Hakluyt Society.
2. ↑  “주,야간 탐색구조 임무 한국군 전환”. 대한민국 국방부. 2008년 9월 25일. 2014년 4월 16일에 확인함.